# 胡安·斐南迪茲板塊
胡安·斐南迪茲板塊（Juan Fernandez Plate）是太平洋的小型板塊，位於納斯卡板塊、南極洲板塊和太平洋板塊之間的三向聯結構造（triple junction），以順時針方向移動，智利的胡安·費爾南德斯群島不在這個板塊上。